# Fort St. Anthony (Ghana)

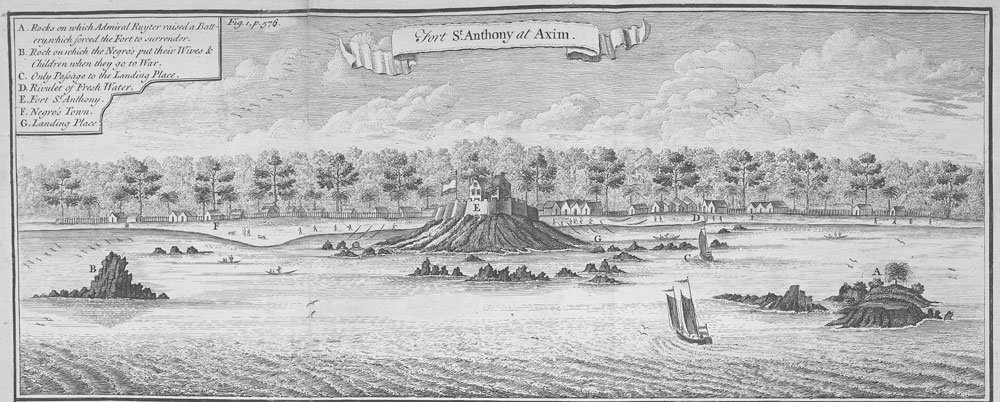
Kupferstich der Festung von 1745

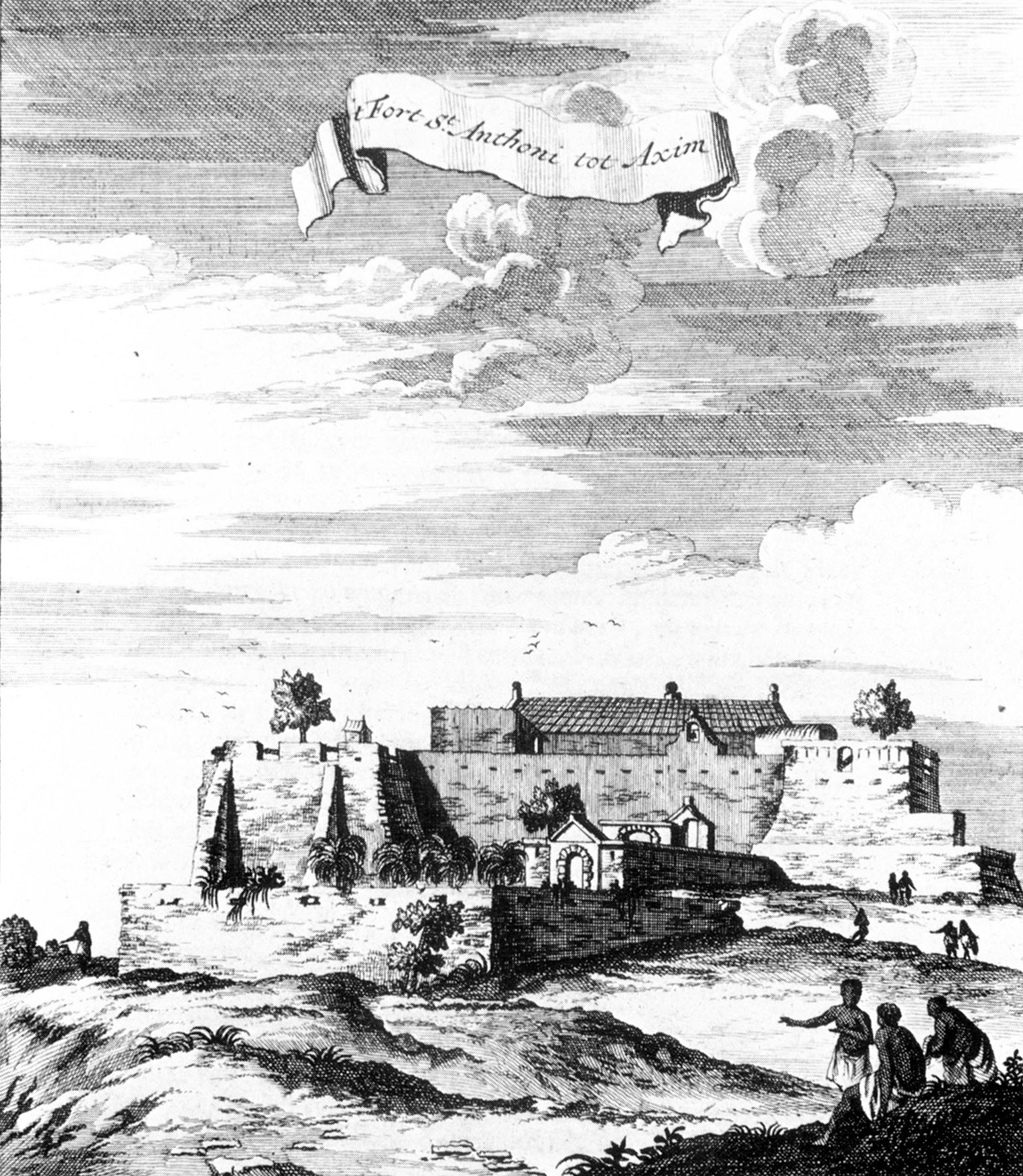
Historische Darstellung der Festung von 1709

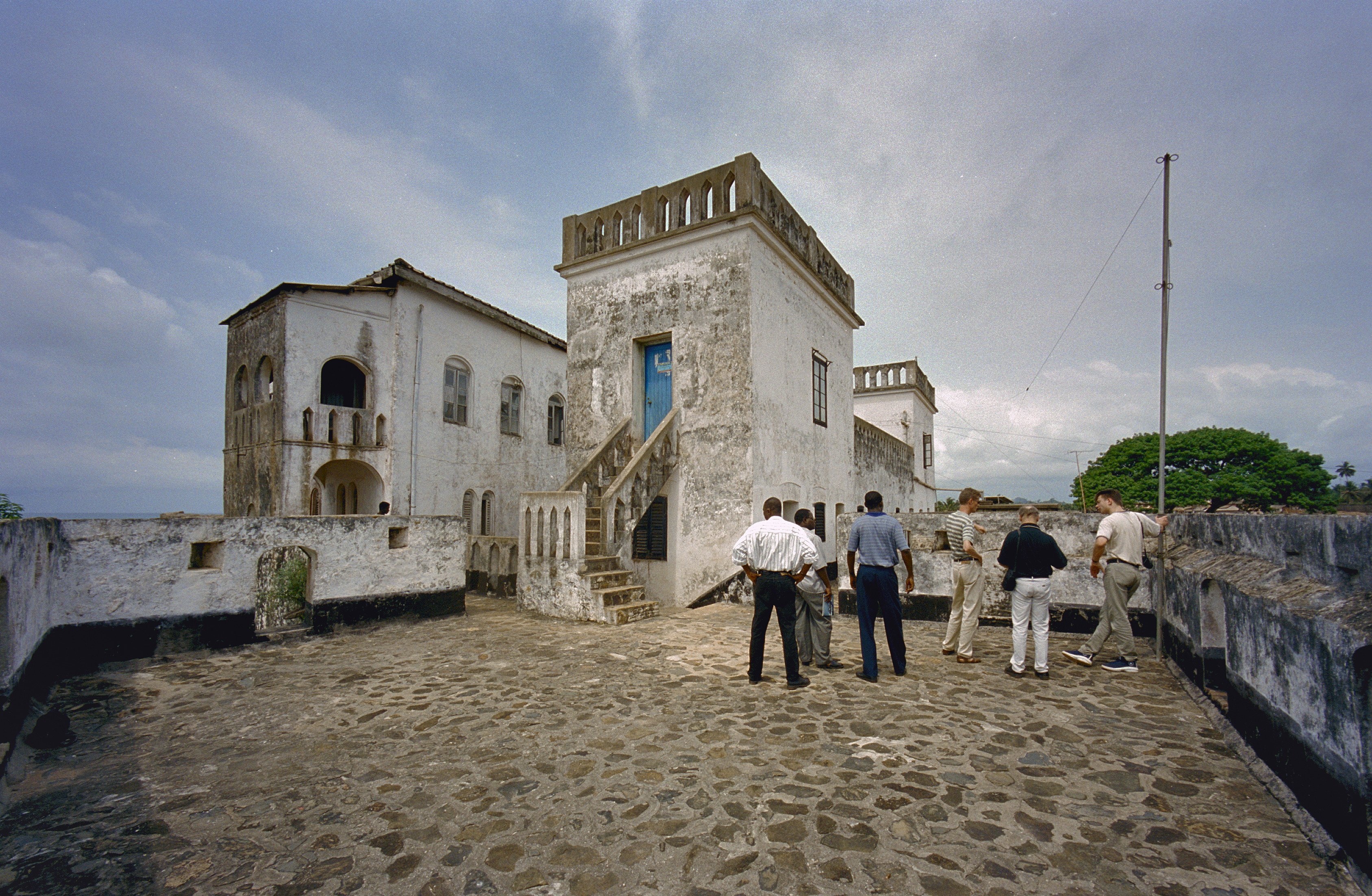
Fort Santo Antonio heute

Das heutige Fort St. Anthony an der Küste Ghanas nahe der Stadt Axim wurde 1515 als Festung São Antonio von den Portugiesen errichtet.

## Geschichte
Die Festung São Antonio war nach dem Fort São Jorge da Mina der zweite Festungsbau der Portugiesen (und einer europäischen Macht überhaupt) an der westafrikanischen Goldküste. 1503 hatten sie etwas östlich der späteren Festung, näher an der Mündung des Flusses Ankobra, einen kleinen Handelsposten errichtet, der allerdings unter ständigen Angriffen der Bewohner eines Ortes namens „Achombene“ litt. 1642 eroberten die Niederländer das Fort und behielten es bis zum Jahr 1872, als sie mit den Briten zur Vereinfachung der Verwaltung verschiedene Festungen an der Küste Ghanas tauschten. 1642 wurde hier der Vertrag von Axim unterzeichnet. 1664 eroberten die Briten die Festung, mussten sie aber bereits im darauffolgenden Jahr wieder an die Niederländer zurückgeben.
Über die Festung wickelten erst die Portugiesen und nach der Eroberung die Niederländer äußerst erfolgreich ihren Goldhandel mit dem an diesem Edelmetall reichen Umland ab. Angeblich wurde über Fort St. Anthony eine Zeitlang mehr Gold gehandelt als über sämtliche anderen Festungen der Goldküste zusammen.

## Anlage
Der Bau war ursprünglich annähernd dreieckig, womit er der Form des Kaps folgte, auf dem er errichtet war, und hatte seine stärksten Verteidigungsanlagen auf der Landseite. Dort wurde ein drei Meter tiefer Graben in den Felsen gehauen. Auf der Seeseite war sie durch einige felsige kleine Inseln und gefährliche Riffe vor der Annäherung feindlicher Schiffe geschützt, wie auf dem Kupferstich oben gut zu sehen ist. Gerade diese natürliche Verteidigungsanlage wurde den Portugiesen jedoch 1642 zum Verhängnis, als die Niederländer dort Kanonen aufstellten und die Festung beschossen.